# Xanthosia collina
Xanthosia collina är en flockblommig växtart som beskrevs av Gregory John Keighery. Xanthosia collina ingår i släktet Xanthosia och familjen flockblommiga växter. Inga underarter finns listade i Catalogue of Life.